# 6376 Schamp
A 6376 Schamp (ideiglenes jelöléssel 1987 KD1) a Naprendszer kisbolygóövében található aszteroida. Carolyn Shoemaker,  Eugene Merle Shoemaker fedezte fel 1987. május 29-én.